# 榮煜
榮煜 (1865年—?)，字耀庭，号梦云，蒙古正黃旗人，清朝政治人物、同進士出身。
光緒十七年辛卯科举人，二十四年（1898年），参加光緒戊戌科殿試，登進士三甲173名。同年五月，以主事分部学习。